# Parafia św. Małgorzaty, dziewicy i męczennicy w Czerniewicach
Parafia św. Małgorzaty, dziewicy i męczennicy w Czerniewicach – rzymskokatolicka parafia należąca do dekanatu Lubochnia w diecezji łowickiej.
Erygowana w 1413 r.
Miejscowości należące do parafii: Annopol Duży, Annopol Mały, Annów, Czerniewice, Dąbrówka, Dzielnica, Gaj, Józefów, Lechów, Mała Wola, Nowe Studzianki, Paulinów, Stanisławów Studziński, Studzianki, Teodozjów, Wielka Wola.